# Csipkés boglárka
A csipkés boglárka (Polyommatus daphnis) a boglárkalepke-félék családjába tartozó, Európában és Nyugat-Ázsiában honos lepkefaj. 

## Megjelenése
A csipkés boglárka szárnyfesztávolsága 3,0-3,6 cm. A hím szárnyainak felső oldala élénk, fényes szürkéskék, a nőstényé csillogó égszínkék. A hím szárnyain a fekete szegélye keskeny, a hátulsó szárny alsó szegélye kissé csipkés, rajzolata nincs. A nőstény szárnyainak fekete szegélye széles, az erek is feketék, az elülső szárny sejtjében fekete folt látható. A hátulsó szárny szélén fekete, kúp alakú, illetve ívelt foltokból álló szegélyfoltsor sorakozik, rokonaitól eltérően a vörös szín hiányzik belőle. Pereme erőteljesebben csipkézett. A szárnyak fonákja a hím esetében szürke egy kis sárgás behintéssel, a nőstényé melegebb árnyalatú halványbarna. A szegélyfoltsor mindkét szárnyon látható, halvány, szürke színű. Mellette erőteljes fekete szemfoltsor húzódik. A hátsó szárny közepén fehér, háromszögletes folt található, amely hiányozhat, vagy csak alig látszik.
Petéje kerek, fehér színű, felszínét sűrűn borítják a szemölcsök/kiemelkedések. 
Hernyója zöld, sötét hátvonallal, amelynek két oldalán, illetve a hernyó oldalain sárga csíkok húzódnak. 

### Hasonló fajok
A csíkos boglárka, az égszínkék boglárka, az ezüstkék boglárka vagy a csillogó boglárka hasonlíthat hozzá.

## Elterjedése
Dél- és Közép-Európában, valamint Kis-Ázsiában honos egészen Szíriáig és Iránig. Magyarországon inkább a hegy- és dombvidékeken fordul elő, az Alföldön és a Nyugat-Dunántúlon ritka. 

## Életmódja
Elsősorban meszes talajú sziklagyepek, sziklalejtők, puszták, szikár legelők, löszpuszták lepkéje. 
Évente egy nemzedéke repül június közepétől augusztus végéig. Rokonaihoz hasonlóan a hímek többet röpködnek, a nőstények kevésbé aktívak. Főleg a lila virágú bojtorjánok, imolák, aszatok virágából szívogatják a nektárt. A nőstények zászlós csüdfűre és tarka koronafürtre rakják petéiket (ezek is lila, ill. rózsaszín virágúak, de az imágók ezeken nem táplálkoznak). A hernyó cukros váladékot bocsát ki, ezzel vonzza magához a ragadozókat elriasztó hangyákat. A pete vagy fiatal (L1) hernyó telel át. 

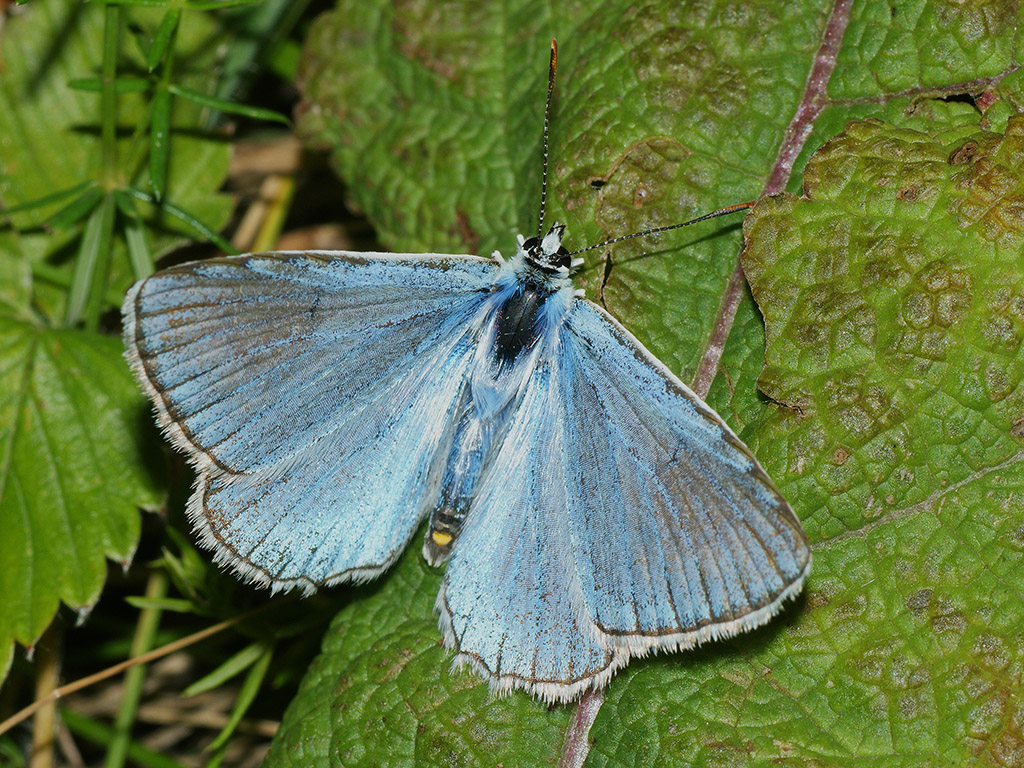
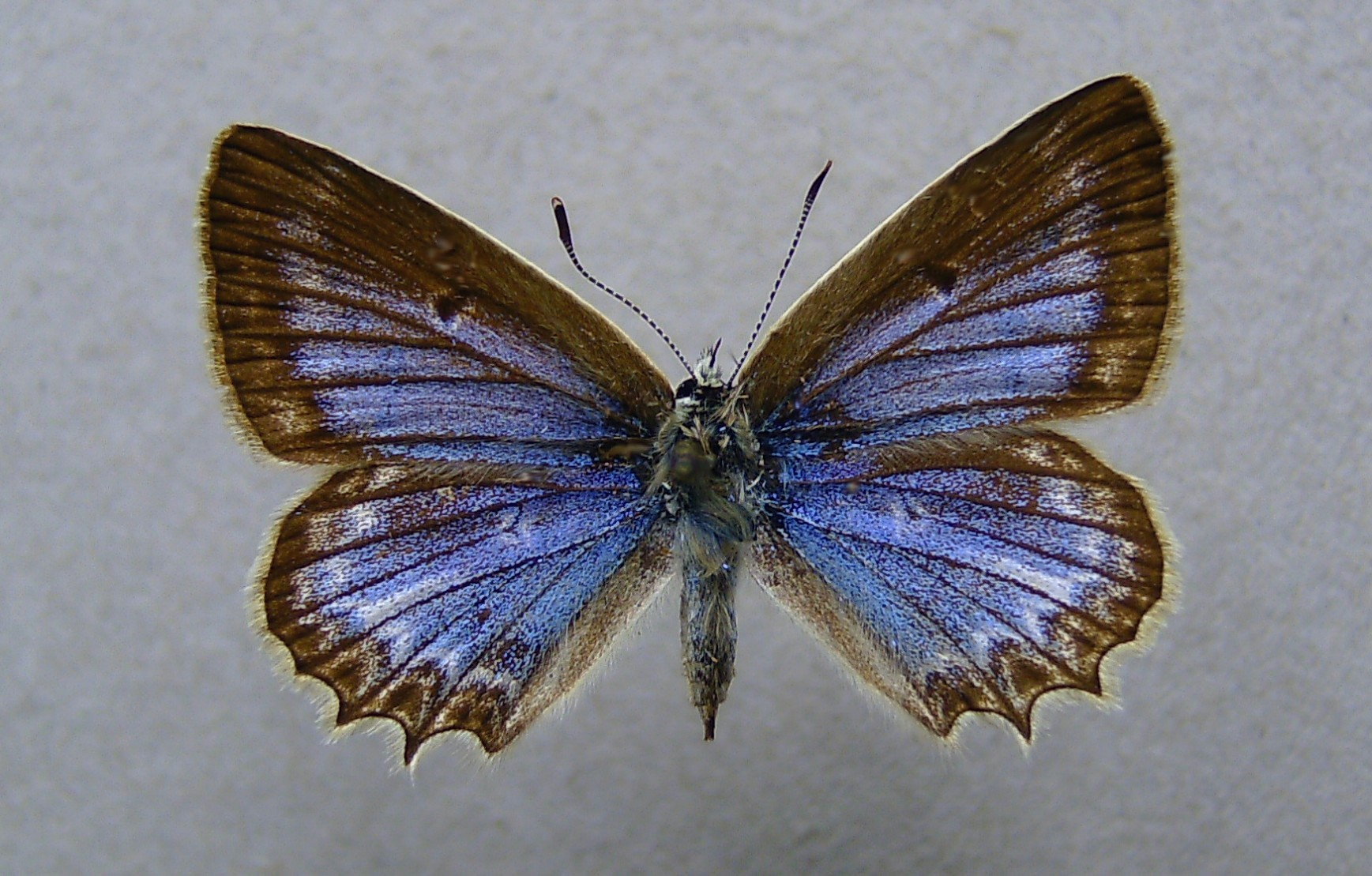
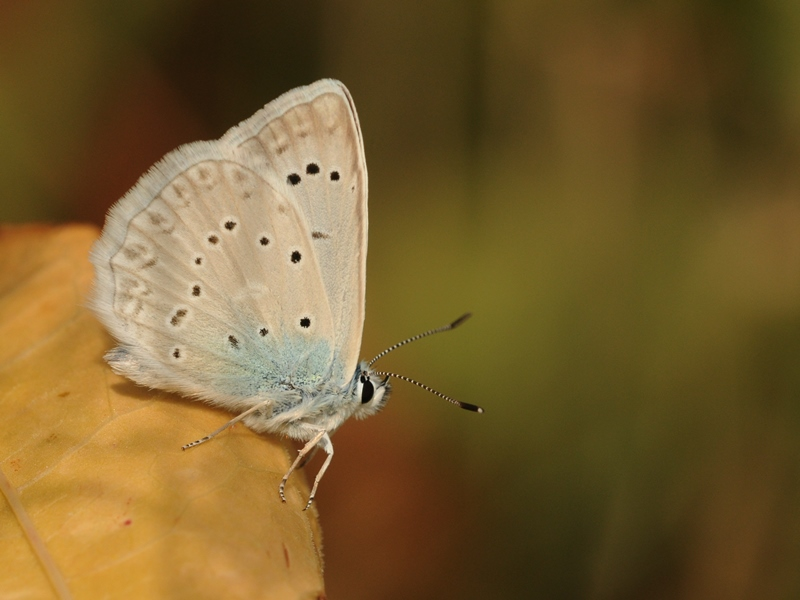
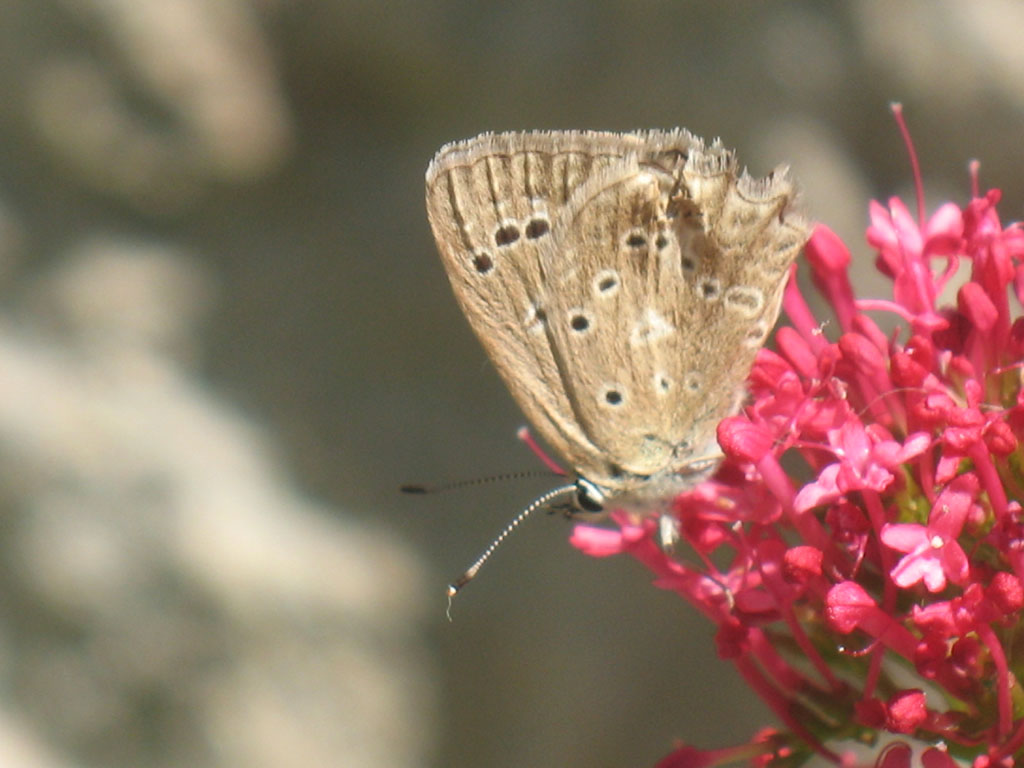
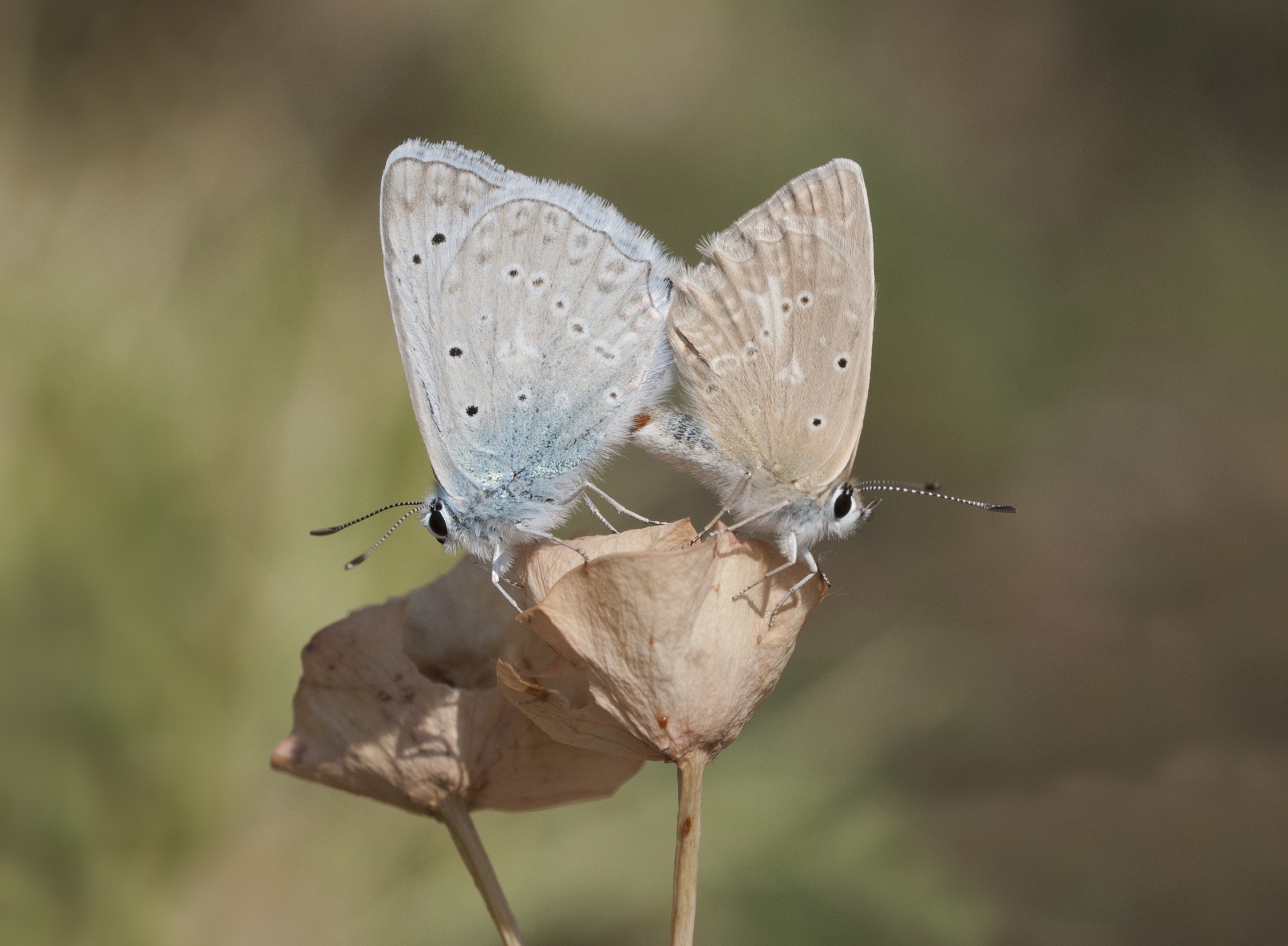

Magyarországon nem védett.